# Juan José Rubio
Juan José Rubio Jiménez (Madrid, 28 agosto 1956) è un ex calciatore spagnolo, di ruolo attaccante.

## Palmarès

### Club

#### Competizioni nazionali
- Coppa di Spagna: 1

Atlético Madrid: 1984-1985
- Supercoppa di Spagna: 1

Atletico Madrid: 1985